# Rhynchoedura
Rhynchoedura is een geslacht van hagedissen die behoren tot de gekko's en de familie Diplodactylidae.

## Naam en indeling
De wetenschappelijke naam van de groep werd voor het eerst voorgesteld door Albert Günther in 1867. Het geslacht was lange tijd monotypisch en kende slechts een enkele vertegenwoordiger; Rhynchoedura ornata. Na een revisie werden in 2011 nog vijf andere soorten toegekend aan het geslacht, zodat er nu zes soorten zijn. De soort Rhynchoedura ormsbyi was al langer bekend maar werd tot deze herziening als een synoniem van Rhynchoedura ornata beschouwd.
De geslachtsnaam Rhynchoedura betekent vrij vertaald 'gesnavelde oedura' en verwijst naar de snavelachtige snuit van de dieren in combinatie met de gelijkenis met de soorten uit het verwante geslacht Oedura.

## Uiterlijke kenmerken
De hagedissen bereiken een lichaamslengte van ongeveer vijf centimeter exclusief de staart. De staart is ongeveer even lang als het lichaam. De snuit is opvallend kort, de hagedissen worden in andere talen wel aangeduid met snavelgekko's. De ogen zijn relatief groot en hebben een verticale pupil. De poten zijn relatief kort en hebben kleine klauwtjes. De lichaamskleur is bruin tot roodbruin, vaak met witte ronde vlekken of dwarsgelegen strepenrijen. Veel soorten lijken zo sterk op elkaar dat ze alleen middels een DNA-analyse kunnen worden gedetermineerd.

## Verspreiding en habitat
De gekko's komen endemisch voor in delen van Australië en leven in de staten New South Wales, Noordelijk Territorium, Queensland, Victoria, West-Australië, Zuid-Australië. De habitat bestaat uit droge savanne, droge tropische en subtropische bossen, gematigde en droge tropische en subtropische scrublands, droge tropische en subtropische graslanden en hete woestijnen. Ook in door de mens aangepaste streken zoals weilanden kunnen de hagedissen worden gevonden.

## Beschermingsstatus
Door de internationale natuurbeschermingsorganisatie IUCN is aan alle soorten een beschermingsstatus toegewezen. De hagedissen worden beschouwd als 'veilig' (Least Concern of LC).

## Soorten
Het geslacht omvat de volgende soorten, met de auteur en het verspreidingsgebied.
| Naam                  | Auteur                                    | Verspreidingsgebied                                                                         |
| --------------------- | ----------------------------------------- | ------------------------------------------------------------------------------------------- |
| Rhynchoedura angusta  | Pepper, Doughty, Hutchinson & Keogh, 2011 | Australië (New South Wales, Queensland, Zuid-Australië)                                     |
| Rhynchoedura eyrensis | Pepper, Doughty, Hutchinson & Keogh, 2011 | Australië (New South Wales, Queensland, Zuid-Australië, mogelijk in Noordelijk Territorium) |
| Rhynchoedura mentalis | Pepper, Doughty, Hutchinson & Keogh, 2011 | Australië (Queensland)                                                                      |
| Rhynchoedura ormsbyi  | Wells & Wellington, 1985                  | Australië (New South Wales, Queensland)                                                     |
| Rhynchoedura ornata   | Günther, 1867                             | Australië (Noordelijk Territorium, Queensland, Victoria, West-Australië, Zuid-Australië)    |
| Rhynchoedura sexapora | Pepper, Doughty, Hutchinson & Keogh, 2011 | Australië (West-Australië)                                                                  |